# 192
Évszázadok: 1. század – 2. század – 3. század
Évtizedek: 140-es évek – 150-es évek – 160-as évek – 170-es évek – 180-as évek – 190-es évek – 200-as évek – 210-es évek – 220-as évek – 230-as évek – 240-es évek
Évek: 187 – 188 – 189 – 190 –  191 – 192 – 193 – 194 – 195 – 196 – 197

## Események

### Római Birodalom
- Commodus császárt és Publius Helvius Pertinaxot választják consulnak.
- Az előző évi tűzvész utáni újjáépítésekre hivatkozva Commodus kinevezi magát Róma új alapítójának, az új Romulusnak. A várost átnevezi Colonia Lucia Annia Commodianának, új neveket kapnak a hónapok, a légiók, a flották. A Nero-kolosszus fejét lecserélteti a saját arcképével.
- Novemberben Commodus megtartja a plebeius játékokat, ahol minden nap gladiátorként lép fel és valamennyi harcát megnyeri.
- A császár szeretője, Marcia talál egy listát, amelyen a kivégzendő személyek szerepelnek. Rajta van a birodalom gyakorlati kormányzását végző trió is: saját maga, valamint Eclectus kamarás és Quintus Aemilius Laetus testőrparancsnok. Ők hárman összeesküvést szőnek a Commodus ellen. December 31-én Marcia megmérgezi a császárt, de az kihányja a mérget, mire a fürdőjében a birkózópartnerével, Narcissusszal megfojtatják.
- Pertinax a praetoriánusok táborában császárrá kiáltja ki magát.
- Halála után a szenátus közellenséggé nyilvánítja Commodust, átnevezéseit visszaállítják, szobrait ledöntik.

### Kína
- A központi hatalmat bitorló Tung Csót testőre, Lü Pu meggyilkolja. A kormányzást főminisztere, az összeesküvésben részt vevő Vang Jün veszi át, de Tung Cso korábbi hadvezérei hamarosan fellázadnak ellene, ostrom alá veszik Csanganban és megölik. A Hszien gyerekcsászár melletti régensi tisztséget két, politikában és kormányzásban járatlan hadvezér, Li Csüe és Kuo Sze veszi át.
- A mai Közép-Vietnamban Khu Liên fellázad a kínai kormányzó ellen, legyőzi és megalapítja Csampa (akkor még Lâm Ấp) királyságát.

## Születések
- Cao Cse, kínai költő
- II. Gordianus, római császár

## Halálozások
- május 22. - Tung Cso, kínai hadúr
- december 31. – Commodus római császár (* 161)
- Vang Jün, kínai politikus
- Caj Jung, kínai matematikus, csillagász, kalligráfus

## Fordítás
- Ez a szócikk részben vagy egészben  a(z)   192 című francia Wikipédia-szócikk ezen változatának fordításán alapul.  Az eredeti cikk szerkesztőit annak laptörténete sorolja fel. Ez a jelzés csupán a megfogalmazás eredetét és a szerzői jogokat jelzi, nem szolgál a cikkben szereplő információk forrásmegjelöléseként.